# Fernmeldeturm Schwerte
Der Fernmeldeturm Schwerte ist ein 158 Meter hoher, für die Öffentlichkeit nicht zugänglicher Fernmeldeturm im Schwerter Wald. Er wurde von 1977 bis 1978 erbaut und befindet sich auf Schwerter Stadtgebiet östlich des Dortmunder Stadtteils Sommerberg. Baulich handelt es sich um einen Typenturm des Typs FMT 13.
Neben dem nichtöffentlichen Richtfunk wird der Sender auch zur Ausstrahlung von UKW-Signalen für die Stadt Dortmund und Umgebung verwendet.

## Bundesverwaltungsgerichtsurteil
Der Fernmeldeturm Schwerte war 2007 Gegenstand eines Bundesverwaltungsgerichtsurteils. Das Bundesverwaltungsgericht hatte zu entscheiden, ob die zuständige Behörde die Erteilung eines Bauvorbescheides für die Anbringung einer Telekom-Werbeanlage zuvor zu Recht ablehnte. Die Werbeanlage sollte an dem Fernmeldeturm ca. 15 m unterhalb der Antennenplattform in einer Höhe von ca. 80 m angebracht werden. Auf einer dreieckigen Bühnenkonstruktion aus Stahl mit jeweils 9,70 m langen Seiten sollten jeweils ein neonbeleuchteter Buchstabe („T“) in der Farbe „Telemagenta“ und je vier so genannte „Digits“ in „Weiß“ angebracht werden. Die Buchstaben sollen eine Höhe von 4,50 m und eine Breite von 3,54 m, die quadratischen „Digits“ eine Seitenlänge von 92,3 cm haben.
Mit dem Urteil wurde höchstrichterlich festgestellt, dass § 13 Abs. 3 Satz 1 BauO NRW a.F., wonach das Vorhaben nicht genehmigungsfähig wäre, eine Norm des Baugestaltungsrechts ist und damit in den Bereich des Bauordnungsrechts fällt. Hierfür steht den Ländern die Gesetzgebungsbefugnis nach Art. 70 Abs. 1 GG zu.
Das Bundesverwaltungsgericht entschied, dass zur Materie „Bodenrecht“, welches nach Art. 74 I Nr. 18 GG Gegenstand der konkurrierenden Gesetzgebung ist, nur solche Vorschriften gehören, die den Grund und Boden „unmittelbar zum Gegenstand rechtlicher Ordnung haben, also die rechtlichen Beziehungen des Menschen zum Grund und Boden regeln“. Den Ländern verbleiben vom „Polizeirecht im bisher gebräuchlichen Sinne“ zunächst die Aufgaben, die von den Polizeibehörden auf Verwaltungs- oder Ordnungsbehörden verlagert worden sind, jedoch ihren materiell-polizeirechtlichen Charakter im Sinne einer Abwehr von Gefahren für die Allgemeinheit oder den Einzelnen behalten haben.
Demnach hat der Bund Gesetzgebungsbefugnisse nur, soweit das Grundgesetz sie ihm verleiht (Art. 70 Abs. 1 GG). Im Zweifel spricht eine Vermutung für die Zuständigkeit der Länder (Art. 30 GG; vgl. auch BVerfGE 42, 20 <28> – zu Art. 74 Nr. 22 GG a.F.). Eine Norm, die im Bauordnungsrecht eines Landes enthalten und nach Entstehungsgeschichte und Verwaltungspraxis dem „Baupolizeirecht“ im herkömmlichen, traditionellen Sinn zuzuordnen ist, ist daher nur kompetenzwidrig, wenn der Nachweis gelingt, dass die geregelte Materie in den Bereich des Bodenrechts im Sinne von Art. 74 Abs. 1 Nr. 18 GG fällt (und der Bund seine konkurrierende Zuständigkeit insoweit voll ausgeschöpft hat).

## Frequenzen und Programme
| Frequenz (MHz) | Programm        | RDS PS   | RDS PI | Regionalisierung | ERP (kW) | Antennendiagramm rund (ND)/gerichtet (D) | Polarisation horizontal (H)/vertikal (V) |
| -------------- | --------------- | -------- | ------ | ---------------- | -------- | ---------------------------------------- | ---------------------------------------- |
| 87,8           | WDR 2           | WDR_2___ | D392   | Dortmund         | 2        | ND                                       | H                                        |
| 102,3          | Antenne Unna    | ANT_UNNA | D47E   | –                | 1        | D (30–110°)                              | H                                        |
| 104,4          | Deutschlandfunk | __Dlf___ | D210   | –                | 0,2      | D (340–110°)                             | H                                        |

### Analoges Fernsehen (PAL)
Vor der Umstellung auf DVB-T diente der Sendestandort weiterhin für analoges Fernsehen.
| Kanal | Frequenz (MHz) | Programm                             | ERP (kW) | Sendediagramm rund (ND)/ gerichtet (D) | Polarisation horizontal (H)/ vertikal (V) |
| ----- | -------------- | ------------------------------------ | -------- | -------------------------------------- | ----------------------------------------- |
| 43    | 647,25         | VOX                                  | 0,4      | D                                      | H                                         |
| 47    | 679,25         | Sat.1 (Nordrhein-Westfalen)          | 0,4      | D                                      | H                                         |
| 58    | 767,25         | RTL Television (Nordrhein-Westfalen) | 0,4      | D                                      | H                                         |